# Phare de Crossover Island
Le phare de Crossover Island (en anglais : Crossover Island Light), est un phare inactif situé sur le fleuve Saint-Laurent près de la frontière canadienne, dans le Comté de Saint Lawrence (État de New York).
Il est inscrit au Registre national des lieux historiques depuis le 3 octobre 2007 .

## Histoire
Le premier phare a été construit en 1848 et l'actuel a été allumé en 1882. Le phare a été désactivé en 1941. La lentille d'origine était une lentille de Fresnel de sixième ordre. L'ancien phare est devenu une résidence privée.
Une balise moderne continue à fonctionner, près des anciens bâtiments qui ont tous été préservés, et émet un flash rouge par période de 4 secondes.

## Description
Le phare  est une tour circulaire en fonte avec une galerie et une lanterne de 9 m de haut. La tour est peinte en blanc et la lanterne est rouge.
Identifiant : ARLHS : USA-206 ; USCG : 7-1195 - Admiralty : H2766 .

### Lien connexe
- Liste des phares de l'État de New York